# Heliocheilus paradoxus
Heliocheilus paradoxus là một loài bướm đêm thuộc họ Noctuidae. Nó được tìm thấy ở Ontario và British Columbia, phía nam đến at lĐông California, Arizona, Texas và Florida.
Sải cánh dài 24–26 mm.